# Honda NSR
 (juillet 2024).
Si vous disposez d'ouvrages ou d'articles de référence ou si vous connaissez des sites web de qualité traitant du thème abordé ici, merci de compléter l'article en donnant les références utiles à sa vérifiabilité et en les liant à la section « Notes et références ».
La NSR est une gamme de motocyclette fabriquée par Honda.
Les modèles disposent de moteurs de 50, 125, 250 et 400 cm³.

## Terminologie
Il y a 3 types de moto qui ont une référence qu'on associe à leur moteur:
- le type "TC 01" qui correspond à la vieille NSR des années 80 et qui n'a rien à voir avec le CRM. (vieux système de valves, 22cv en full, carters différents, démarrage au kick...) ;
- le type "JC20" qui correspond à la 2ème NSR, qui lui est pareil que le CRM sauf au niveau des valves. (Ce sont les valves de ce moteur qui vont sur le kit 180) ;
- le type "JC22" qui correspond à la 3ème NSR, qui est le même moteur que le CRM, avec les mêmes valves plus grandes, plus de brides et réglage carbu différent.

## Historique

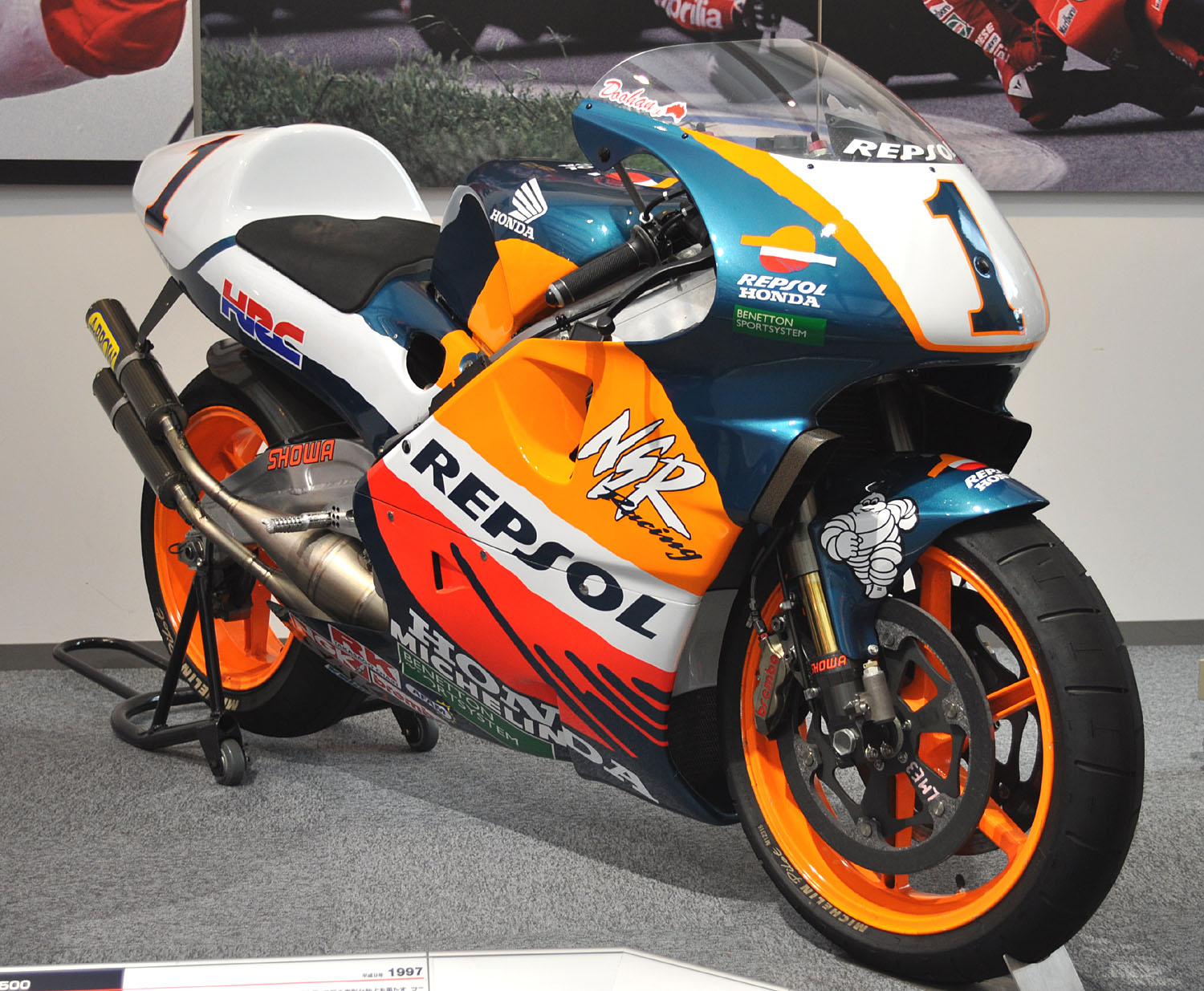
Honda NSR500 (Michael Doohan, 1997)

La NSR apparaît en 1985. Elle est d’abord équipée d’une partie cycle double berceau en acier.
À partir de 1988, apparaît une version à cadre alu : la NSR-R.
La dernière évolution date de 1993.